# マルティニークの旗
マルティニークの旗は赤・緑・黒の三色を組み合わせた横Y字旗であり、2023年2月2日に制定された。マルティニークはフランス海外県であることから公式な場ではフランス国旗も用いられる。
赤・緑・黒は汎アフリカ旗の色でもあり、これをY字に組み合わせた旗は1970年代よりマルティニーク独立運動家が用いてきた旗でもあった。2022年に実施されたマルティニークの旗を決めるコンテストでは二位になったが、一位の旗のデザイナーが辞退したことから2023年2月、公式なマルティニークの旗となった。

## かつての非公式旗

18世紀制定当初の旗

かつては青地に白い十字と蛇の旗を非公式な旗として用いていた。この「蛇の旗」は18世紀以来の歴史があり、1766年8月4日の勅令で、フランス植民地マルティニークおよびサント＝リュシー（後のイギリス領セントルシア）の船舶は、当時のフランス商船旗（青地に白い十字）の4箇所の青地部分それぞれに白い蛇を書き加えたこの旗を掲げねばならないことになった。しかしフランス革命後の1790年に商船旗としての使用を停止され、2023年2月までは非公式な旗になっていた。
蛇が首を持ち上げて「L」字型になっているのは、サント＝リュシー（Sainte-Lucie）の「L」を表していた。この蛇はヤジリハブ属の、Bothrops lanceolatus という種で、フェルデランス（fer-de-lance、槍の先）という名で知られており、ほぼマルティニーク島にしか見られない固有種である。
この旗は大西洋奴隷貿易の奴隷船で使われたことから黒人奴隷を祖先とするマルティニークの国民の多くからは忌避され、非常に議論を呼ぶ旗でもあり、20世紀から21世紀にかけて次第に使われなくなった。

## 2022年旗投票
今まではフランスの旗を非公式な旗と別に公式な旗として使用していた。2018年に旗を決めるコンテストを開催したが、受賞者発表から2年以上放置され、取り消しとなった。
2022年、マルティニークは公式な旗を決める一般投票を開始し、ハチドリが描かれた旗が勝利した。
しかし、デザイナーのアナイス・デルワレは、2023年1月23日に撤回することを発表した。撤回を受け入れた為、次に投票数が多かった旗が地方議会に提出され、賛成44票・棄権1票で2月2日に採択された。